# Xavier Miquel i Gutiérrez
Xavier Miquel i Gutiérrez   (Barcelona, 16 de setembre de 1959 - Andorra, 21 de febrer de 2020) fou un empresari i antic pilot de trial català que destacà en competicions estatals a finals de la dècada de 1970 i començament de la de 1980. Durant la seva carrera va destacar pel seu estil de pilotatge elegant. Apassionat del trial, va entrenar a molts pilots de les següents generacions, entre ells Diego Bosis a Itàlia i Daniel Estragués a Andorra.

## Resum biogràfic
Xavier Miquel va debutar en competició el 1978 com a Júnior pilotant una Montesa Cota 348 amb el suport de l'escuderia Isern. Gràcies als seus èxits, en només sis mesos va passar a la categoria màxima, Súper, i Bultaco el va fitxar per a disputar el Campionat d'Espanya al costat dels seus principals pilots, Toni Gorgot i Manuel Soler. La seva primera temporada com a Súper, 1979, ja va acabar-hi nové. A finals d'aquella temporada, coincidint amb la crisi de Bultaco i el fet que Jaume Subirà fitxés per Fantic, Miquel va entrar també a l'equip de la marca italiana, essent així un dels primers catalans a pilotar les Fantic al campionat estatal. La temporada de 1980 fou vuitè al campionat i aconseguí diversos èxits amb la lleugera moto italiana, alguns d'ells en trials internacionals.
El 1981, Miquel s'establí a Itàlia, on residí durant quatre anys, per tal de disputar-hi el campionat estatal de trial. Els dos primers anys allà, 1981 i 1982, fou subcampió d'Itàlia amb la Fantic, en ambdues ocasions darrere del pilot de SWM Danilo Galeazzi.
Força anys més tard, Xavier Miquel s'establí a Andorra, on fundà una empresa importadora d'urnes funeràries biodegradables. Des del 2005 combinava la seva residència en aquell país amb llargues estades a la República Popular de la Xina a causa del seu negoci. A Andorra, Miquel seguia practicant el trial i transmetent els seus coneixements de manera acadèmica, motiu pel qual els seus amics l'anomenaven Il professore. A Andorra, Miquel col·laborà en la creació dels nous campionats per a adolescents i, des de la temporada del 2014, fou el seleccionador i entrenador dels equips oficials d'aquell país per al Trial de les Nacions.
Xavier Miquel es va morir el 21 de febrer del 2020, pocs mesos després que li fos detectat un càncer. A començaments de febrer, la malaltia havia fet metàstasi amb afectació al cervell.